# Tijuana Bible

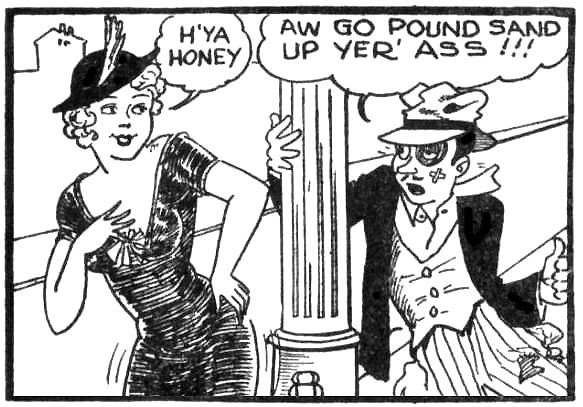
Ausschnitt aus Chris Crusty, einer Tijuana Bible

Tijuana Bibles, auch Eight-pagers oder Bluesies genannt, sind pornografische Comics, die in den 1920er bis 1960er Jahren vorwiegend in den USA zirkulierten. Die Bezeichnung eight-pagers bezieht sich auf den Umfang von gewöhnlich acht Seiten, wobei jede Seite einem Einzelbild entspricht. Die Zuschreibung an den mexikanischen Grenzort Tijuana, aus dem viele anrüchige Schmuggelwaren kamen, stammt ebenfalls aus dieser Zeit; dabei wurden die meisten der Heftchen in den USA hergestellt. Die kleinformatigen (ca. 5 × 10 cm), auf billigem Papier gedruckten Heftchen enthielten pornografische Bildgeschichten, oft mit bekannten Comicfiguren oder Schauspielern in den Hauptrollen. Sie gelten als Vorläufer der Underground Comix der 1960er Jahre.
Die Zeichner von Eight-pagers blieben stets anonym, auch wenn manche unter einem gleichbleibenden Pseudonym veröffentlichten. Qualität und Stil der Zeichnungen schwanken – von krudesten Amateurzeichnungen bis hin zu gut gemachten Strips, die nur von professionellen Grafikern stammen können. Hinter manchen dieser Untergrund-Pornos werden namhafte Comiczeichner vermutet, andere stammen sicher auch nur von weniger talentierten, aber geschäftstüchtigen Gelegenheitskünstlern, die Zugang zu einer Druckpresse hatten. Der Werbegrafiker und Comiczeichner Wesley Morse (Bazooka Joe) ist einer der wenigen namentlich bekannten Autoren. Von Morse stammen rund 60 Tijuana Bibles, darunter einer der bekanntesten Strips, der auf der Weltausstellung von 1939 in New York City spielt: ein Pärchen hat Sex auf einem Transportwägelchen, während es Attraktion für Attraktion besichtigt.
Hauptfiguren der Geschichten sind Comichelden und -heldinnen wie Popeye, Tarzan, Donald Duck, Betty Boop, Dagwood und Blondie, Little Orphan Annie und Wonder Woman, Filmstars wie James Cagney, Mae West, Ingrid Bergman, Laurel und Hardy oder die Marx Brothers, bekannte Persönlichkeiten wie Joe Louis, Al Capone, Mussolini, oder auch einfach Hausfrauen, Vertreter, Feuerwehrmänner und Hotelboys. Die Handlung schildert jeweils eine kurze Geschichte, die rasch zu einem (oder mehreren) expliziten sexuellen Akt(en) führt.
In Tijuana Bibles dominiert eine lustbetonte, positive Darstellung von Heterosexualität. Frauen treten in ihnen mit gleicher sexueller Energie, Lustempfinden und Initiative auf wie Männer. Vaginalverkehr, Cunnilingus und Fellatio, weibliche Masturbation, lesbischer Sex und flotte Dreier gehören zu den beliebtesten dargestellten Sexualpraktiken, wobei die Stellungen möglichst von Bild zu Bild variieren. Die Story ist stets mit pornografischen, oft auch witzigen Dialogen in Sprechblasen oder erzählenden Untertiteln versehen. Die Storys tragen oft überdreht komische, parodistische oder groteske Züge, so dass viele Bildergeschichten nicht nur der reinen Darstellung von sexuellen Akten dienen, sondern darüber hinaus Unterhaltungswert als augenzwinkernde Satire bieten. Während viele Eight-pagers sich auf die simple Abbildung von Nacktheit und Geschlechtsteilen beschränken, gibt es auch solche, die gekonnt ihre „Vorbilder“ parodieren und mit Sprache und Erzählstil eine eigene burleske Kunstform geschaffen haben.
Tijuana Bibles wurden, wie Bob Adelman schreibt, in der Prohibitionszeit geboren, reiften zum Mannesalter in der Weltwirtschaftskrise der späten 1920er und 1930er Jahre und starben schließlich in den 1960er Jahren. Sie wurden – da ihre Verbreitung illegal war – unter dem Ladentisch verkauft und zirkulierten oft von Leser zu Leser. Ihre genaue Auflage ist unbekannt, doch dürften Millionen dieser Heftchen im Umlauf gewesen sein, zumal sich Raubdrucke sehr leicht herstellen ließen. Ab Mitte der 1930er Jahre kamen auch Hefte in Umlauf, die 16, 24 oder gar 32 Seiten besaßen oder aufwendiger produziert waren. Nach dem Zweiten Weltkrieg sank das Interesse mit dem Aufkommen der ersten erotischen Männermagazine wie dem ab 1953 erscheinenden Playboy, die die Eight-pagers schließlich vom Markt verdrängten. Für einige Zeit wurden die Heftchen nun legal verkauft und in Kleinanzeigen als Versandartikel angeboten, doch wuchs in gewöhnlichen Comics und Magazinen nun das Angebot an Erotik und Satire. Der Zeichenstil und der sprachmächtige, freche Humor von Tijuana Bibles lebte weiter in den Underground Comix, deren Blütezeit in den 1960er Jahren begann. In dieser Zeit erschienen auch die ersten Reprints und zeichnerischen Hommagen. Heute sind Tijuana Bibles, je nach Erhaltungszustand und Echtheit, ein teures Sammelobjekt.